# Марийская Автономная Советская Социалистическая Республика
Мари́йская Автоно́мная Сове́тская Социалисти́ческая Респу́блика (луговомар. Марий Автоном Совет Социализм Республик) — административно-территориальная единица РСФСР в 1936—1993 годах.

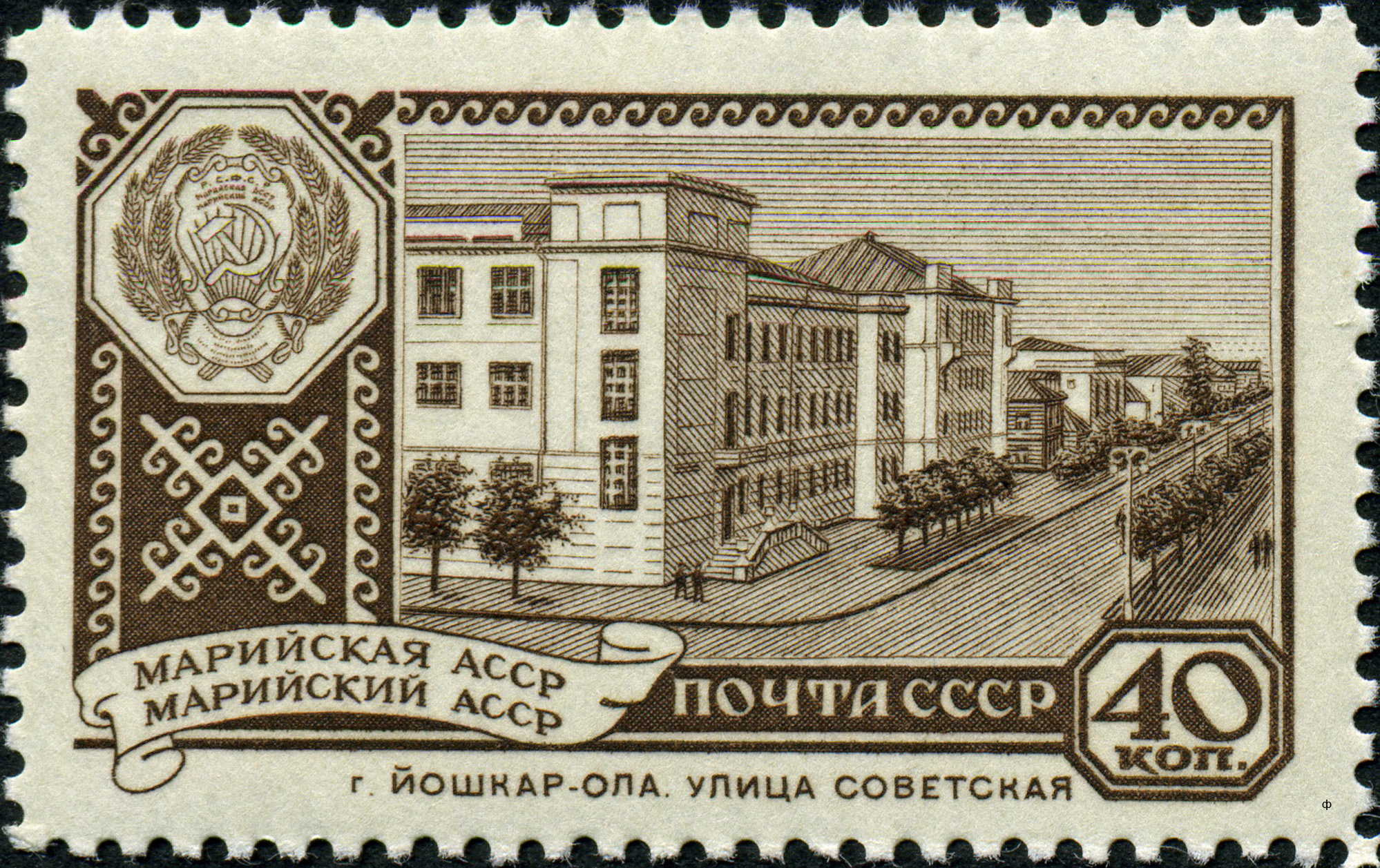
Марийская АССР, Йошкар-Ола. Почтовая марка СССР, 1960 год.

Столица — город Йошкар-Ола.

## История
Марийская АССР была образована 5 декабря 1936 года по конституции СССР 1936 года в результате преобразования Марийской автономной области, созданной 4 ноября 1920 года как автономного территориального образования для горных и луговых марийцев.
22 октября 1990 года по решению Верховного Совета Марийской АССР была преобразована в Марийскую Советскую Социалистическую Республику (МССР). 24 мая 1991 года Съезд народных депутатов РСФСР утвердил данное решение, внеся поправки в Конституцию РСФСР 1978 года.
9 декабря 1992 года Съезд народных депутатов Российской Федерации переименовал Марийскую ССР в Республику Марий Эл, внеся поправку в статью 71 Конституции Российской Федерации — России. Данная поправка вступила в силу с момента опубликования в «Российской газете» 12 января 1993 года.

## Административное деление
В состав Марийской АССР входило 14 районов.
На территории Марийской АССР было 3 города (Йошкар-Ола, Волжск, Козьмодемьянск) и 14 посёлков городского типа.

## Национальный состав
По переписи 1970 года:
- русские — 321 тысяча человек (46,9 %)
- марийцы — 299 тысяч человек (43,6 %)
- татары — 40 тысяч человек (5,8 %)
- чуваши — 9 тысяч человек (1,3 %)
- украинцы — 5 тысяч человек (0,7 %)
- другие — 11 тысяч человек (1,7 %)[6]